# رسالة من أهل جزيرة قبرص

افتتاحية الرسالة في مخطوطة من عام 1538

رسالة من أهل جزيرة قبرص هي رسالة عربية مجهولة المصدر إلى متلقي غير مسمى. يُعتقد عمومًا أن المؤلف كان مسيحيًا ملكانيًا، على الرغم من أنه قيل إنه كان في الواقع ينتمي إلى كنيسة المشرق. أُلفَت الرسالة قبل وقت قصير من عام 1316، ربما بشأن قبرص، من خلال إعادة صياغة وتوسيع رسالة بولس الأنطاكي إلى صديقه المسلم. وكما فعل بولس، يدعي المؤلف أنه سافر وتعلم آراء الخبراء المسيحيين حول القرآن. والنتيجة هي أن دفاعه عن المسيحية يعترف بفضل الإسلام ويُثني عليه لاهوتيًّا دون قبوله. وفي عام 1316 أو 1317، أُرسلت نسخة إلى ابن تيمية، الذي كتب كتابه الجواب الصحيح لمن بدل دين المسيح ردًا على ذلك. وفي عام 1321، أُرسلت رسالة أخرى إلى ابن أبي طالب الدمشقي، الذي كتب جواب رسالة أهل الجزيرة قبرص ردًا على ذلك.
هناك خمس مخطوطات معروفة للرسالة. أقدم نسخة نسخها صليبيا بن يوحنا في قبرص بواسطة في آب 1336. الأحدث هي نسخة كرشونية من عام 1856. بالإضافة إلى ذلك، اقتُبسَت الرسالة كاملة من ابن تيمية والدمشقي. هناك مخطوطتان لكتاب جواب الدمشقي، واحدة من عام 1370م والأخرى من عام 1665م. الجواب الصحيح معروف من ثلاث مخطوطات، أقدمها من عام 1330 وأحدثها من عام 1901.

## ملحوظات
1. ↑  Ebied & Thomas 2005، صفحة 6.
2. ↑  Treiger 2013، صفحة 42.
3. ↑  Thomas 2012.
4. ↑  Michel 1984، صفحة vii.
5. ↑  Ebied & Thomas 2005، صفحة 5.
6. 1 2  Ebied & Thomas 2005، صفحة 40.
7. ↑  Thomas 2001، صفحة 214.
8. ↑  Treiger 2013، صفحات 46–48.
9. ↑  Michel 1984، صفحات 372–379.

## فهرس
- Ebied، Rifaat؛ Thomas، David، المحررون (2005). Muslim–Christian Polemic during the Crusades: The Letter from the People of Cyprus and Ibn Abī Ṭālib al-Dimashqī's Response. Brill.
- Michel، Thomas F.، المحرر (1984). A Muslim Theologian's Response to Christianity: Ibn Taymiyya's al-Jawab al-Sahih. Caravan Books.
- Thomas، David (2001). "Paul of Antioch's Letter to a Muslim Friend and The Letter from Cyprus". في David Thomas (المحرر). Syrian Christians under Islam, the First Thousand Years. Brill. ص. 203–221.
- Thomas، David (2012). "The Letter from the People of Cyprus". في David Thomas؛ Alex Mallett (المحررون). Christian–Muslim Relations: A Bibliographical History. Brill. ج. 4 (1200–1350). ص. 769–772.
- Thomas، David (2013). "The Letter from Cyprus or Letters from Cyprus?". في Juan Pedro Monferrer-Sala؛ Sofia Torallas Tovar (المحررون). Cultures in Contact: Transfer of Knowledge in the Mediterranean Context. Córdoba and Beirut. ص. 263–274.{{استشهاد بكتاب}}:  صيانة الاستشهاد: مكان بدون ناشر (link)
- Treiger، Alexander (2013). "The Christology of the Letter from the People of Cyprus". Journal of Eastern Christian Studies. ج. 65 ع. 1: 21–48. DOI:10.2143/JECS.65.1.3011232.